# マニア林蔵
『マニア林蔵』（マニアりんぞう）は、1995年10月から1996年3月までTBSテレビで放送されたバラエティ番組。
毎回1つのテーマを設定し、その内容に詳しいマニアックな人の元に山田邦子とつるの剛士が訪れ、詳細な話を聞く深夜のバラエティ番組。タイトルは江戸時代の探検家・間宮林蔵のもじり。

## 出演者
- 山田邦子
- つるの剛士

## 番組テーマ曲
- オープニングテーマ
  - 「CALL MY NAME」（VOICE）
  - 「PLEASURE」（麻倉未有）[1]
- エンディングテーマ
  - 「Dear Friends」（杏子）
  - 「君は誰かに愛されてる」（井上武英）[2]

## スタッフ
- ナレーター：桜庭裕士
- 構成：飯田まち子、鶴芳郎、清松勝彦、田中直人
- 撮影：525プロダクション
- 編集・MA：INFAS
- 音効：金子喜久夫
- ヘアメイク：岩井マミ
- スタイリスト：大塚勇造
- ディレクター：渡辺泰裕、杉本宣昭、今井一史
- プロデューサー・演出：大野克己
- 制作協力：太田プロダクション（財津敏郎、高畠久美子）
- 製作著作：TBS、IVSテレビ制作

## 関連書籍
- マニア林蔵の収集家日記（編集：TBS「マニア林蔵」、出版社：ワニブックス、発行：1996年3月、ISBN 4-8470-3181-4）